# حسن بحارة
حسن بحارة (بالهولندية: Hassan Bahara)‏ (ولد عام 1978 في المغرب) وهو كاتب هولندي ذي أصول مغربية من منطقة آيت إيزو في المغرب، نشأ وترعرع في أمستردام، ثم فاز بجائزة الأدب في كل من عامي 2000 و2001.
أولى رواياته حملت عنوان Een verhaal uit de stad damsko وقد لقيت نجاحا ملحوظا، لكن بحارة اشتهر كونه محرر أدبي ساخر في الجريدة الأسبوعية propria Cures، بالإضافة إلى كونه ملحد ومنتقد للإسلام.

## وصلات خارجية
- (بالهولندية) موقع حسن بحارة نسخة محفوظة 22 أغسطس 2009 على موقع واي باك مشين.